# Louis Bonnier
Pour les articles homonymes, voir Bonnier.
Louis Bernard Bonnier est un architecte et peintre français né le 14 juin 1856 à Templeuve (Nord) et mort le 16 septembre 1946 à Paris.
Il a mené une carrière d'architecte libéral ainsi qu'une carrière d'urbaniste pour la Ville de Paris.

## Biographie
Fils d'un représentant en vin du nord de la France et aîné de ses trois frères Jules, Pierre et Charles Bonnier, il suit des études d'art à l'école académique de Lille puis à l'École nationale supérieure des beaux-arts de Paris où il est admis en 1877. Élève au sein de l'atelier de Constant Moyaux et Louis-Jules André, il est diplômé en 1886. Il expose alors des tableaux au Salon des artistes français de 1881 à 1886 et ses maquettes et plans de 1887 à 1913. En 1913, il y obtient la médaille de 1re classe.
Il répond à de nombreuses commandes privées, dans sa région natale au départ puis un peu partout en France, ainsi que des commandes publiques : écoles, piscines, immeubles HBM. Il est particulièrement actif lors de l'exposition universelle de 1900. Il devient par ailleurs architecte-conseil de la Compagnie des chemins de fer du PLM à partir de 1920.
Très marqué par l'Art nouveau, son style rationaliste est à la jonction, comme Henri Sauvage, entre l'architecture d'Eugène Viollet le Duc et l'Architecture moderne.
L'essentiel de sa carrière est marquée par son passage au poste d'architecte de la ville de Paris : il est nommé architecte-voyer dès 1884, avant même l'obtention de son diplôme. Il devient directeur du service de l'architecture et des plantations en 1910. Il est nommé par l'État Architecte des bâtiments civils et palais nationaux chargé du Palais de l'Élysée. En 1902, il est chargé de la rédaction du nouveau règlement d'urbanisme  de la ville de Paris. Il dessine le premier plan d'extension de la ville en 1912 et fonde l'École supérieure d'art publique où il enseigne, qui devient, en 1925, l'Institut d'urbanisme de Paris.
Au cours de sa vie, il fréquente des artistes comme Claude Monet ou Théo van Rysselberghe, André Gide, l'écrivain dont il construit la maison ou encore le géographe anarchiste Élisée Reclus pour qui il dessine un projet de globe terrestre.
Il était marié avec Isabelle Deconchy, avec qui il a eu 3 enfants, Jean (1882-1966), artiste-peintre, Jacques (1884-1964), architecte et Marc (1887-1916), aviateur. Ce dernier était un des pionniers de l'aviation.

## Principales réalisations

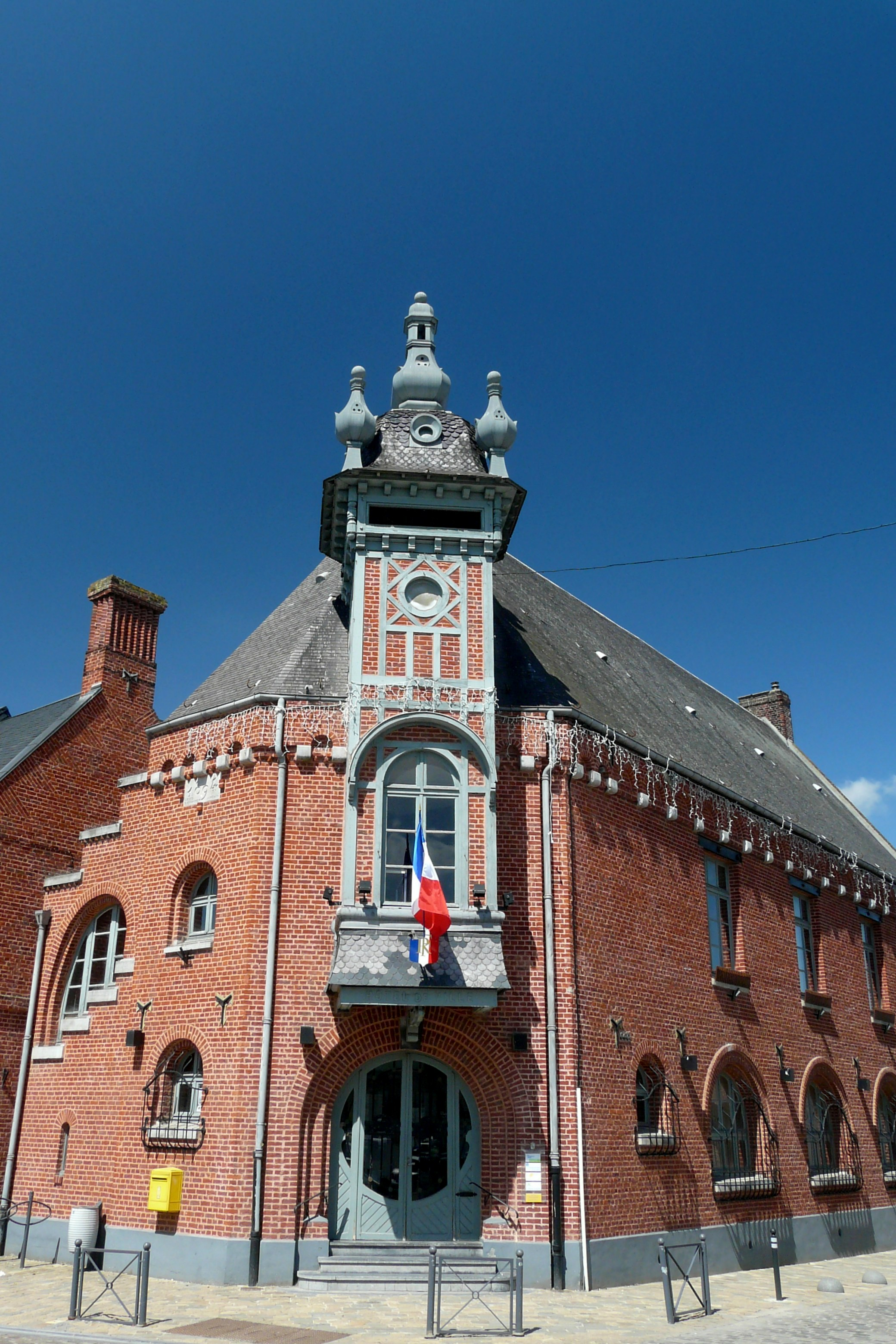
Hôtel de ville de Templeuve, ville natale de l'architecte.

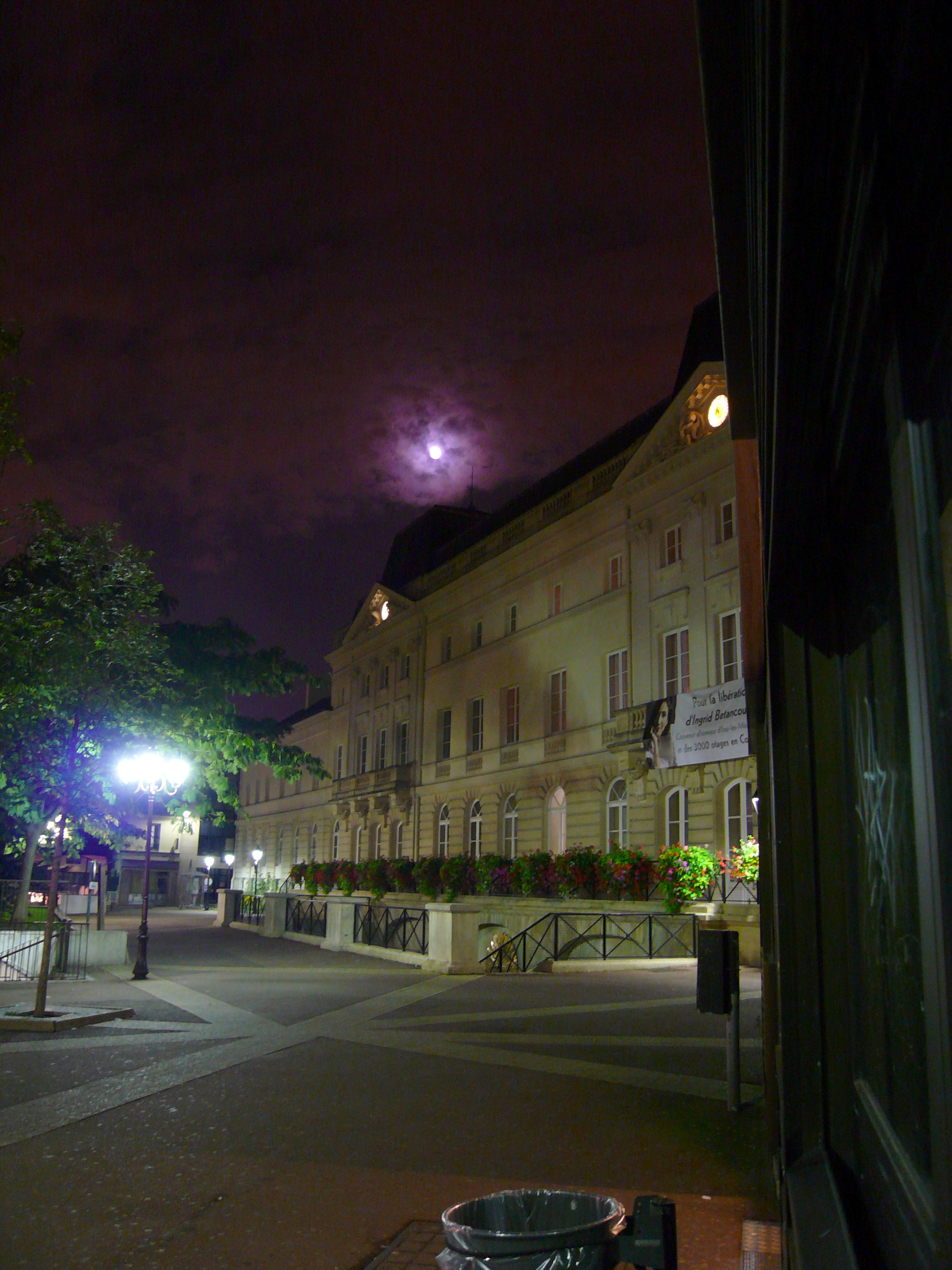
Mairie d'Issy-les-Moulineaux.

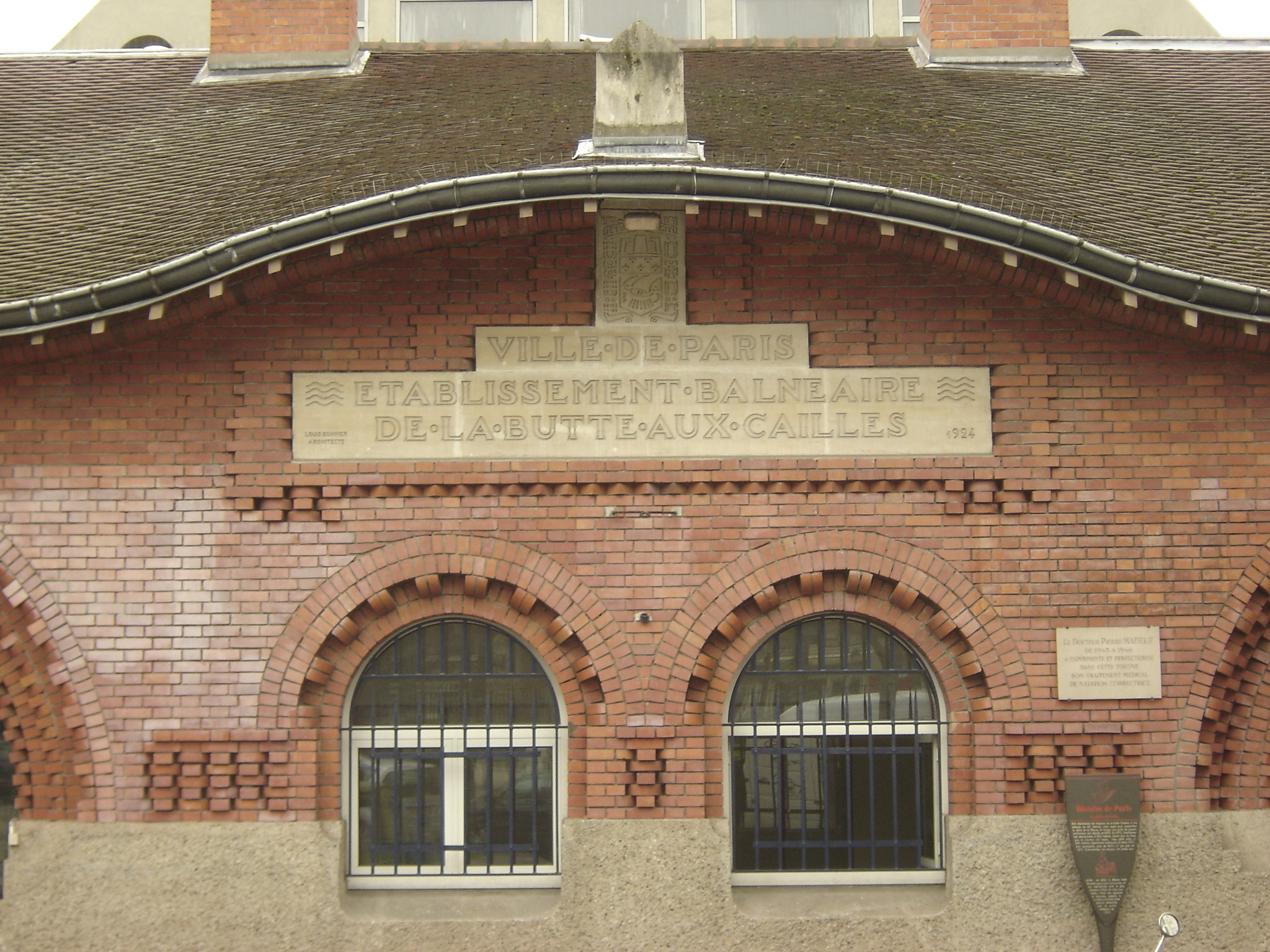
Élément de la façade de la piscine de la Butte-aux-Cailles.

- 1890-1892 : Quatre villas à Ambleteuse, Pas-de-Calais : villas « Les Sablons », « Les Oyats », « Les Dunes » et « Les Algues ».
- 1893-1894 : Villa Georges Flé (actuellement dénommée villa Robinson), 47 Chemin de l’écluse, Ambleteuse (Pas-de-Calais)[3].
- 1893-1894 : Mairie de Templeuve (Nord).
- 1895 : Mairie d’Issy-les-Moulineaux (actuelles Hauts-de-Seine).
- 1895 : Maison de l'Art nouveau (hôtel Bing) avec Frank Brangwyn pour Siegfried Bing, 22, rue de Provence, Paris 9e.
- 1897 : Communs du château « Cap-Horn », Outreau (Pas-de-Calais).
- 1897-1913 : Hôtel de voyageurs, Aubengue, Wimille (Pas-de-Calais).
- 1898-1899 : Laboratoire de zoologie maritime, la Pointe aux Oies, Wimereux (Pas-de-Calais) (détruit en 1942).
- 1900 : Pavillon du groupe Schneider et pavillon de l’administration du Commissariat général à l’Exposition universelle de Paris.
- 1900 : Villa « La Bégude » pour Ferdinand Deconchy, Cagnes-sur-Mer (actuelles Alpes-Maritimes).
- 1901 : Tombe de la famille Marteau, cimetière du Père-Lachaise à Paris. 
  - Aménagement de l'atelier du peintre Théo van Rysselberghe (1862-1926) au 44 rue Laugier à Paris[4].
- 1902 : Immeuble d’habitation de Maurice Lonquéty, 58, rue de Londres, Paris 9e.
- 1902-1903 : Villa « La Colinette », Essômes-sur-Marne (Aisne).
- 1903-1904 : Dispensaire Jouye-Rouve et Tanies, 190, rue des Pyrénées et rue Stendhal, Paris 20e.
- 1903-1926 : Hôtel particulier de Maurice Lonquéty, 16, place Malesherbes et 4, rue Montchanin, Paris 17e.
- 1904-1907 : Villa d’André Gide, avenue des Sycomores, villa Montmorency, Paris 16e.
- 1905 : Monument au commandant Lamy, Mougins (Alpes-Maritimes).
- 1908 : Villa Lahovary, Leordeni (Roumanie).
- 1909 : Immeuble de 7 étages, 18 passage des Récollets, Paris 10e.

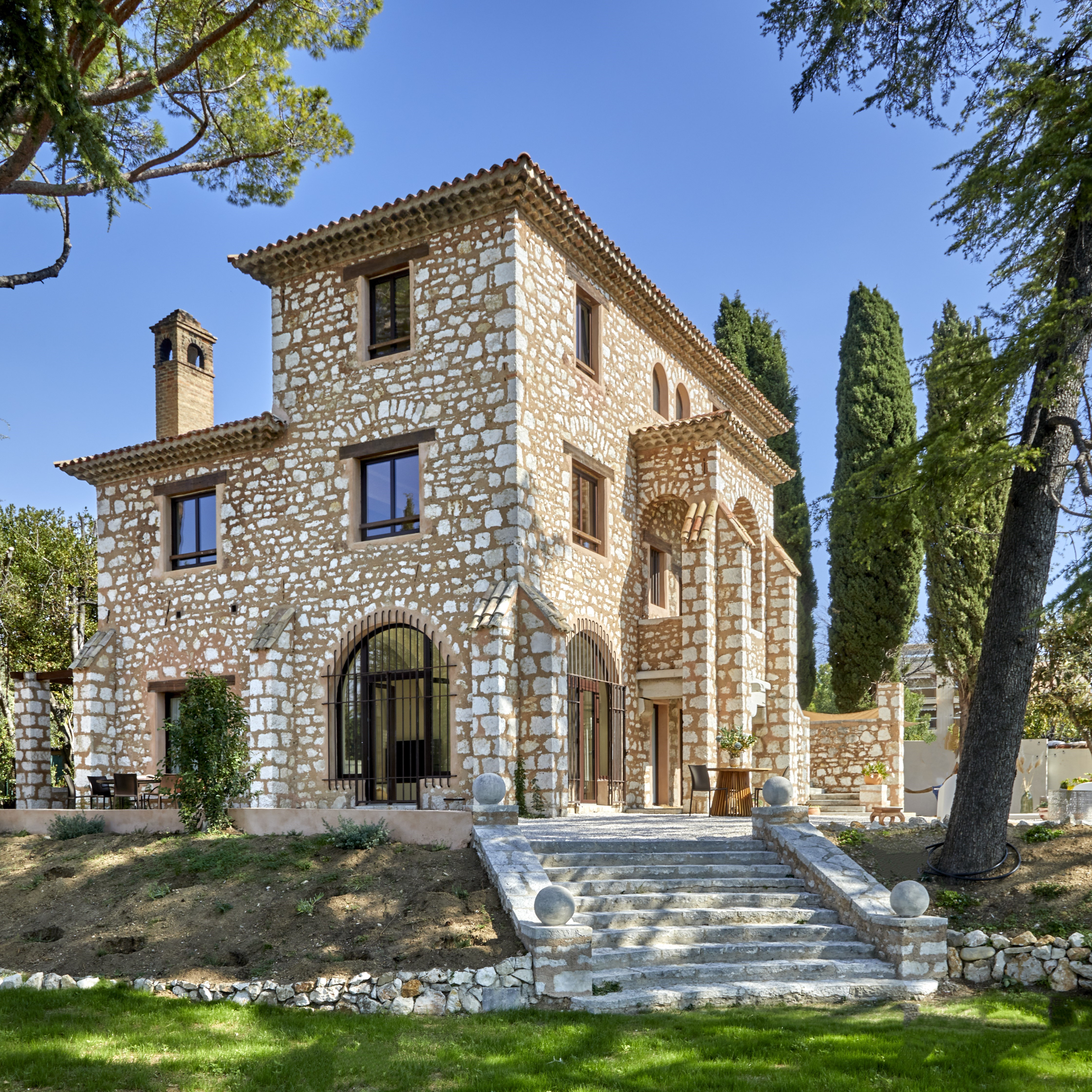
Villa Le Casal à Cagnes-sur-Mer.

- Villa Le Casal à Cagnes-sur-Mer.1910 : Villa « Le Casal » 32 Chemin du Lautin, Cagnes-sur-Mer (actuelles Alpes-Maritimes).
- 1910-1911 : Groupe scolaire de la rue Rouelle, Paris 15e[5].
- 1910-1918 : Maison Machat, 38, rue Brissart, Clamart (Hauts-de-Seine)
- 1910-1930 : Piscine de la Butte-aux-Cailles, 5, place Paul-Verlaine, Paris 13e.
- 1911 : Villa « Le Rousset », 19, avenue Franklin-D.-Roosevelt au Lavandou (Var).
- 1911-1913 : Maison à petits loyers, 67, rue des Meuniers, Paris 12e.
- 1912 : Hôtel de la Pointe-aux-Oies, Aubengue, Wimille (Pas-de-Calais).
- 1919-1923 : Reconstruction du pont de la Tournelle, Paris 4e et 5e.
- 1920-1928 : Groupe d’habitations à bon marché (HBM) de Ménilmontant, 140, rue de Ménilmontant, Paris 20e.
- 1922-1925 : Monument aux morts du PLM, hall de la Gare de Lyon, Paris 12e.
- 1923-1925 : Grand hôtel du mont Blanc pour le PLM, Combloux (Haute-Savoie).
- 1924 : Gare de chemin de fer, Saint-Laurent-du-Var (Alpes-Maritimes).
- 1926 : Ferme de May, Morienval (Oise).
- 1926 : Café terminus de la gare Saint-Charles, Marseille (Bouches-du-Rhône).
- 1926-1933 : Hôtel terminus pour la Cie du PLM, Briançon (Hautes-Alpes).
- 1926-1933 : Hôtel terminus pour la Cie du PLM, Marseille.
- vers 1927 : Villa du docteur Got, Pornichet (actuelle Loire-Atlantique).
- 1929-1932 : Habitations pour agents dirigeants du PLM, 7, rue de Rambouillet, Paris 12e.
- 1932 : Buffet de la gare à la gare Saint-Charles, Marseille (Bouches-du-Rhône).